# Yellowstone (serial)
Yellowstone este un serial american dramatic difuzat de televiziunea Paramount Network. Primul episod a fost difuzat la data de 20 iunie 2018. În rolurile principale sunt distribuiți actorii Kevin Costner, Luke Grimes, Kelly Reilly, Wes Bentley, Cole Hauser, Kelsey Asbille și Gil Birmingham. Serialul urmărește conflictele în care este implicată ferma Yellowstone, o mare fermă de vite din statul Montana, aflată în apropierea rezervației indiene Broken Rock, a Parcului Național Yellowstone și a dezvoltatorilor de terenuri.
O serie prequel intitulată 1883 (2021–2022) a fost anunțată în urma unui contract de cinci ani semnat de creatorul serialului, Taylor Sheridan, cu ViacomCBS și MTV Entertainment Group. Serialul se concentrează pe o generație a familiei Dutton din timpul Vestului Sălbatic, în timp ce aceștia întreprind călătoria grea prin țară înainte de a pune bazele fermei care va deveni Ranchul Yellowstone. O a doua serie prequel intitulată 1923 (2022–prezent) se concentrează pe o generație intermediară a familiei Dutton în timpul expansiunii spre Vest, a Prohibiției și a Marii Crize.

## Sinopsis
Familia Dutton deține cea mai mare fermă din Statele Unite, aflată lângă Parcul Național Yellowstone. Condusă de patriarhul John, un bărbat cu metode uneori dure, familia a luptat împotriva politicienilor și a dezvoltatorilor imobiliari, pentru ca pământul lor să nu fie invadat, în special pentru cei din rezervația indiană.

## Distribuție și personaje
- Kevin Costner ca John Dutton III
  - Josh Lucas în rolul tânărului John Dutton
- Luke Grimes ca Kayce Dutton
  - Rhys Alterman în rolul tânărului Kayce Dutton
- Kelly Reilly ca Bethany „Beth” Dutton
  - Kylie Rogers în rolul tinerei Beth Dutton
- Wes Bentley ca James Michael „Jamie” Dutton
  - Dalton Baker în rolul tânărului Jamie Dutton
- Cole Hauser ca Rip Wheeler
  - Kyle Red Silverstein în rolul tânărului Rip Wheeler
- Kelsey Asbille ca Monica Long Dutton
- Brecken Merrill ca Tate Dutton
- Jefferson White ca Jimmy Hurdstram
- Danny Huston ca Dan Jenkins (sezoanele 1-2)
- Gil Birmingham în rolul șefului Thomas Rainwater

## Producția
Taylor Sheridan a început să lucreze la serial în 2013, pe măsură ce și-a lăsat treptat cariera de actor deoparte. După ce a trăit în Texas și Wyoming, el a decis în cele din urmă să stabilească intriga în Montana și a mers la Livingston pentru a-și perfecționa scenariul.
În mai 2017, se anunță că Paramount Network a comandat primul său serial, Yellowstone, format din zece episoade scrise, regizate și coproduse de Taylor Sheridan. Printre producătorii inițiali se afla și Harvey Weinstein, dar după ce a fost implicat într-un scandal în 2017, numele său a dispărut de pe generic.
La 24 iulie 2018, serialul este reînnoit pentru un al doilea sezon de zece episoade.
La 19 iunie 2019, canalul reînnoiește seria pentru un al treilea sezon din zece episoade în care va apărea și Josh Holloway în distribuție. El va interpreta personajul Roarke Carter. La 21 februarie 2020, serialul a fost reînnoit pentru un al patrulea sezon chiar înainte de difuzarea celui de-al treilea sezon și al cincilea sezon a fost confirmat pe 3 februarie 2022. Pe 5 mai 2023, în urma unor neînțelegeri de programare cu Kevin Costner, care a anunțat că nu se va întoarce pentru un al șaselea sezon, serialul a fost anulat.